# Hypena vecordialis
Hypena vecordialis är en fjärilsart som beskrevs av Swinhoe 1885. Hypena vecordialis ingår i släktet Hypena och familjen nattflyn. Inga underarter finns listade i Catalogue of Life.